# Schindler Liften

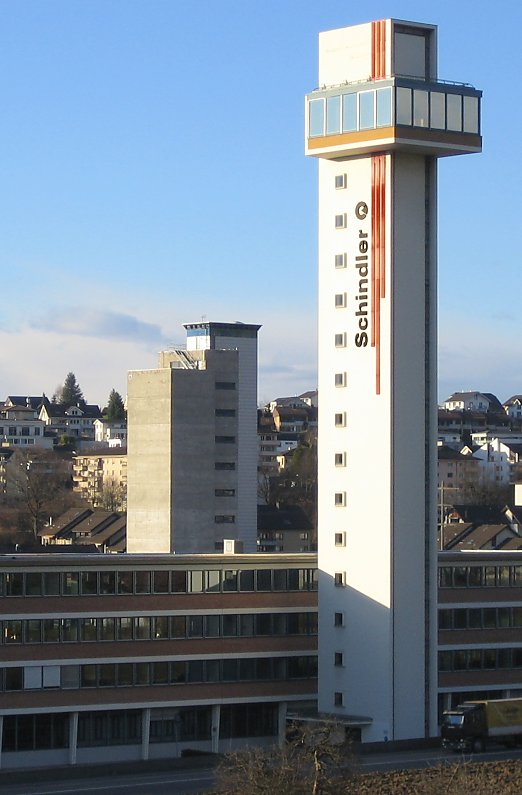
Testtoren aan het hoofdkwartier van het gebouw in Luzern, Zwitserland

Schindler is een van origine Zwitserse fabrikant van liftsystemen. Het bedrijf werd in 1874 opgericht en sindsdien heeft het zich uitgebreid tot een van de grootste liftfabrikanten in Europa. Het hoofdkwartier van de Schindler Group bevindt zich in Ebikon in de nabijheid van Luzern.
De Schindler Group heeft wereldwijd ruim 69.000 medewerkers in dienst.
In 1936 installeerde Schindler voor het eerst een roltrap en een jaar later werd de eerste overzeese fabriek in Brazilië geopend. Na de Tweede Wereldoorlog was er een diversificatie van de productie; Schindler produceerde nu ook bouwkranen, motoren en pompen.Schindler heeft meerdere vernieuwende technieken op het gebied van liften, zoals het Miconic 10-systeem (hierbij selecteert de gebruiker voor het betreden van de lift al een verdieping). Ook heeft Schindler aanraakbediening en glaspanelen in bepaalde installaties in plaats van de conventionele drukknoppen. Een voorbeeld hiervan is de Schindler 3300.
Van 1945 tot 1996 bezat Schindler ook een fabriek voor spoor- en tramwegmaterieel te Pratteln. Deze leverde in 1956-57 onder meer 29 tramwagens aan Rotterdam. In 1985 werd de fabriek gesloten en werden de resterende spoorwegactiviteiten in 1993 uitbesteed als Schindler-wagons en uiteindelijk in 1996 verkocht.

## België
Schindler België werd in 1927 opgericht in hartje Brussel en telt inmiddels 600 werknemers. Tot zijn referentieinstallaties rekent het bedrijf de liften in het Atomium, het nieuwe Station Luik-Guillemins, de liften van het Wijnegem Shopping Center en de liften die in Brussel het Poelaertplein verbinden met de benedenstad. Tussen 1997 en circa 2006/2007 runde de fabrikant hier ook het Belgisch Liftenmuseum.

## Nederland
Het bedrijf opereert in Nederland onder de naam Schindler Liften B.V. Het hoofdkantoor van Schindler in Nederland bevindt zich in Den Haag. Schindler heeft in Nederland 400 werknemers. Schindler Liften B.V. ontstond nadat het Schindler concern zijn vertegenwoordigingen en verkooporganisaties in Nederland opkocht. Daaronder Van Straaten, Westdijk en van Swaay.
Van Straaten in Den Haag werd in 1950 alleenvertegenwoordiger van Schindler, na een 40jarige zakenrelatie. Begonnen in 1906 als fabriekje van handliften leverde Van Straaten in 1909 zijn eerste elektrische lift. In 1931 werd de onderneming (een familiebedrijf olv van J C en PC van Straaten), met toen 24 werklieden, een nv.
Schindler heeft in de 20e eeuw een aantal installaties laten installeren door het Rotterdamse installatiebedrijf N.A. Westdijk NV. Een voorbeeld hiervan uit de jaren 60 is nog te vinden in de Hereflat aan het Hereplein in Groningen.
In 1983 verleende het bedrijf zijn medewerking aan de totstandkoming van de speelfilm De Lift.